# Apanteles tigris
Apanteles tigris är en stekelart som beskrevs av Kotenko 1986. Apanteles tigris ingår i släktet Apanteles och familjen bracksteklar. Inga underarter finns listade i Catalogue of Life.